# Rôle de la Géorgie dans la guerre en Irak

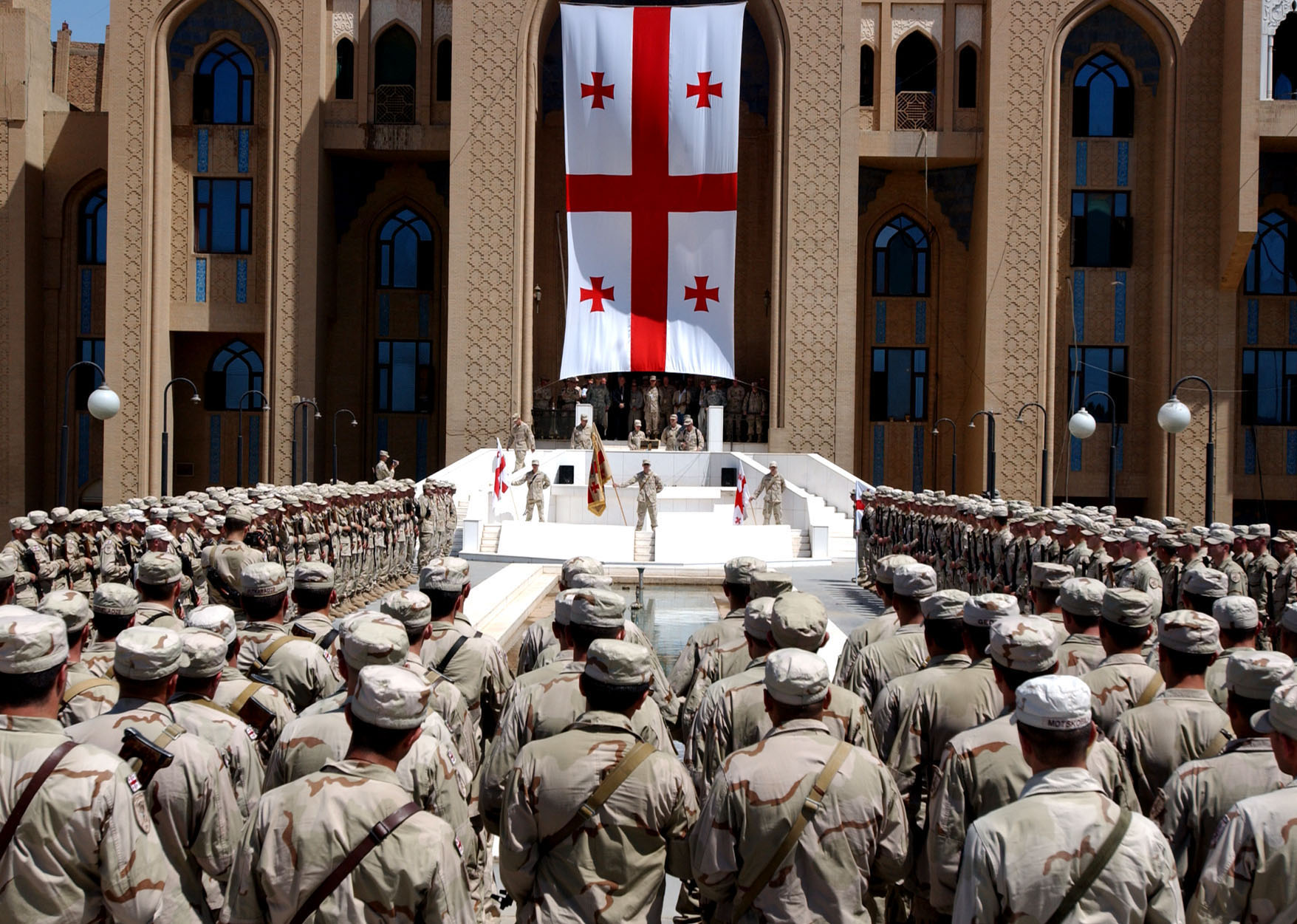
Des soldats géorgiens du 22e bataillon d'infanterie légère de la 2e brigade d'infanterie, célébrant le jour de l'indépendance de la Géorgie le 26 mai 2006, à Bagdad, en Irak.

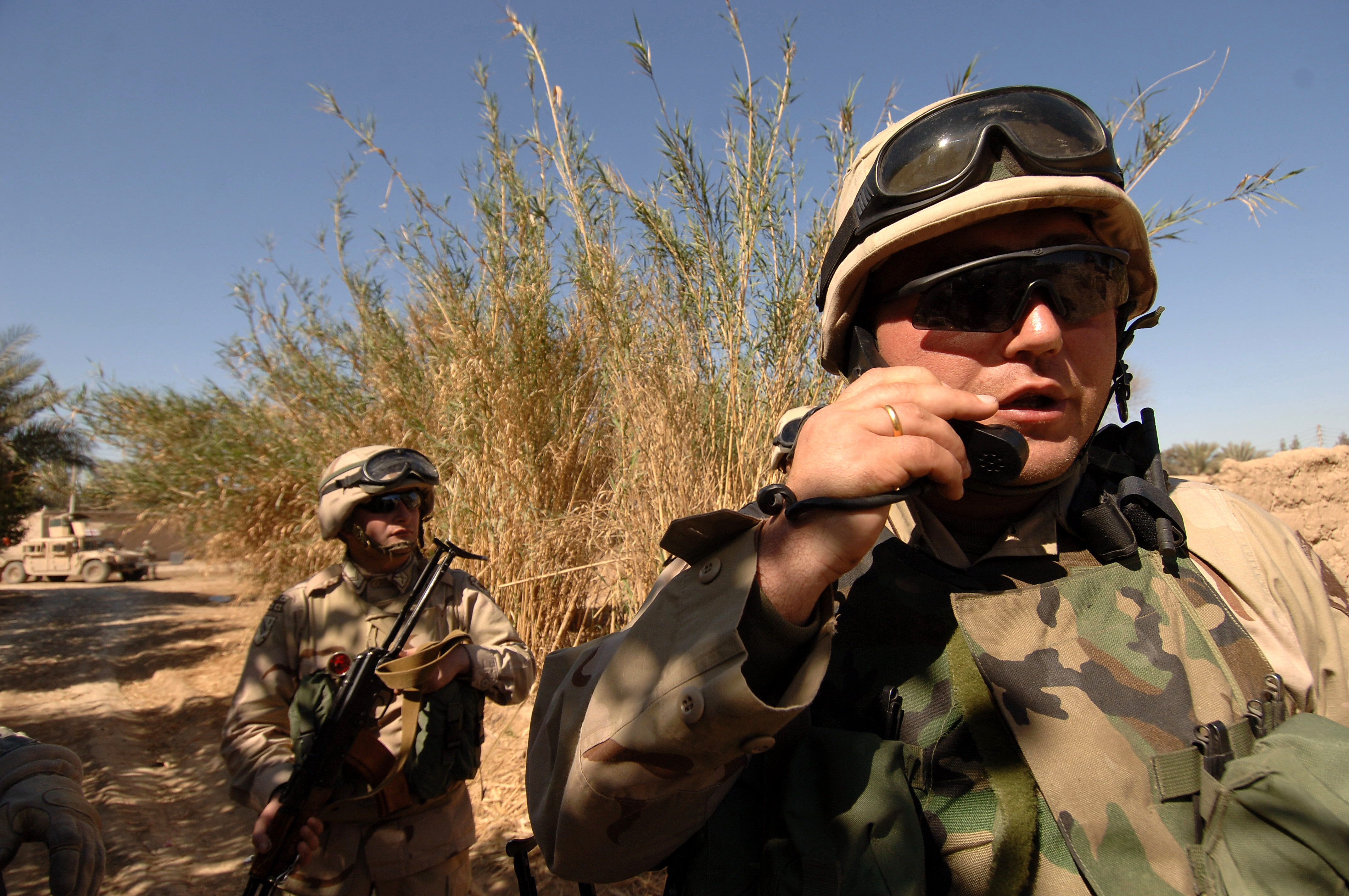
Des soldats géorgiens du 13e bataillon d'infanterie légère en mission de déminage à Al Shaheen, en Irak, en mars 2007.

La Géorgie a rejoint la guerre en Irak dans le cadre de la coalition dirigée par les États-Unis en août 2003. En 2008, la Géorgie avait déployé 2 300 soldats en Irak, devenant ainsi le troisième plus grand contributeur, aux forces de la coalition dans la guerre en Irak. En outre, le pays a fourni un bataillon d’environ 550 soldats à la Mission d’assistance des Nations unies en Irak. Toutes les troupes géorgiennes ont été retirées d'Irak au milieu de la guerre Russie-Géorgie en août 2008. La Géorgie a subi cinq pertes mortelles en Irak.

## Historique
La Géorgie soutient fermement l'entrée de troupes dirigées par les États-Unis en Irak à des fins de maintien de la paix et déploie des troupes dans le pays en août 2003. Le déploiement militaire de la Géorgie est entrepris dans le cadre d'efforts plus larges visant à resserrer les liens avec les États-Unis et l'OTAN. Les États-Unis fournissent des programmes de formation militaire, GTEP et GSSOP (en), aux forces géorgiennes dans le cadre de la guerre mondiale contre le terrorisme. Il n’existe pas d’opposition intérieure tangible à l’implication de la Géorgie en Irak,.
Le déploiement initial de la Géorgie est un peloton de forces spéciales et une équipe médicale, soit un total de 70 personnes en 2003. La présence géorgienne en Irak passe à 300 personnes en 2004, à 850 en 2005, et culmine à 2300 soldats à la mi-2008. Les plus importants contingents déployés sont la 3e brigade d'infanterie (juillet 2007 - janvier 2008) et la 1re brigade d'infanterie (janvier-août 2008),. Outre sa participation à l’opération Iraqi Freedom, de 2005 à 2008, la Géorgie fournit également un bataillon d’environ 550 soldats à la Mission d’assistance des Nations unies en Irak, qui est stationnée à Bagdad dans la "zone verte".
Au début, les troupes géorgiennes déployées dans le cadre de l’opération Iraqi Freedom sont stationnées à Bagdad et fournissent des moyens de sécurité. À partir de 2007, les Géorgiens sont déployés le long de la frontière avec l'Iran, avec leur base principale à Kut, et sont chargés d'interdire les armes, les marchandises et les drogues de contrebande. Les unités géorgiennes travaillent principalement dans la zone d'opérations américaine. Au total, plus de 6 000 soldats géorgiens ont servi en Irak sur la base de rotations de six mois, le service en Irak était volontaire.
Pendant la guerre Russie-Géorgie en août 2008, la Géorgie rappelle toutes ses forces d'Irak. L'US Air Force fournit un soutien logistique pour le retrait. Du 10 au 11 août 2008, 16 C-17 Globemasters font la navette pour 2 000 soldats et leur matériel vers la Géorgie, suscitant une vive protestation de la part de la Russie. Les responsables américains répondent que l'assistance au redéploiement en Géorgie fait partie d'un accord préalable selon lequel le transport serait fourni en cas d'urgence et que les Russes avaient été informés à l'avance des vols.

## Victimes
Au total, la Géorgie a subi trois morts au combat (toutes en 2008), et au moins 19 militaires ont été blessés en Irak. En outre, un militaire géorgien est mort dans un accident de voiture et un s'est suicidé, tous deux en 2007,.